# Solaris Mobile
a Solaris Mobile é uma joint venture entre a SES e Eutelsat para desenvolver e comercializar os primeiros sistemas de satélites de comunicações geoestacionários na Europa para transmissão de vídeo, rádio e dados para receptores instalados nos veículos e dispositivos móveis, como telefones móveis, tocador de mídia portátil e PDAs.

## História
O acordo para a criação da Solaris Mobile foi alcançado em 2006, a empresa foi formada em 2008, sua sede está localizada em Dublin, na República da Irlanda.

## Serviços
Os serviços a serem desenvolvidos incluem vídeo, rádio, dados de multimídia, serviços interativos, e comunicações de voz. O objetivo principal é o fornecimento de televisão móvel a qualquer momento, em qualquer lugar, a SES e a Eutelsat - ambos operadores de satélites europeus de sucesso, proporcionando TV e outros serviços de satélites geoestacionários para milhões de telespectadores por cabo e Direct-to-home - até agora investiu € 130m no empreendimento.